# Pittman Center
Pittman Center è un comune degli Stati Uniti d'America, situato nello Stato del Tennessee, nella Contea di Sevier.